# Posidonies de la côte des Albères
Posidonies de la côte des Albères este o arie protejată (sit de importanță comunitară — SCI) din Franța întinsă pe o suprafață de 4.415 ha, integral marine.

## Localizare
Centrul sitului Posidonies de la côte des Albères este situat la coordonatele 42°31′04″N 3°07′22″E / 42.5179°N 3.12279°E.

## Înființare
Situl Posidonies de la côte des Albères a fost declarat arie specială de conservare în baza directivei 92/43 din 1992 referitoare la conservarea habitatelor naturale și a faunei și florei sălbatice pentru a proteja 1 specie de animale.

## Biodiversitate
Situată în ecoregiunea mediteraneană, aria protejată conține 4 habitate naturale: Straturi cu Posidonia (Posidonion oceanicae), Peșteri marine scufundate complet sau parțial, Recifuri, Bancuri de nisip acoperite în permanență slab de apă marină.
La baza desemnării sitului se află o specie protejată de  mamifere: delfin mare (Tursiops truncatus).